# Mark Hart
Mark Hart (Fort Scott, 2 luglio 1953) è un musicista e polistrumentista statunitense.

## Biografia
È originario del Kansas.
Negli anni '80 ha fatto parte di un gruppo chiamato Combonation.
È noto come membro dei gruppi Supertramp e Crowded House. Nei Supertramp ha militato dal 1986 al 1988, dal 1996 al 2002 e nuovamente dal 2015. Ha suonato nei Crowded House invece ufficialmente dal 1993 al 1996 e nuovamente dal 2007.
Nel 1993 ha collaborato con Chaz Bono in un gruppo musicale chiamato Ceremony, contribuendo alla realizzazione dell'album Hang Out Your Poetry.
Nello stesso periodo ha collaborato con il cantautore neozelandese Tim Finn (anche lui dei Crowded House) per l'album Before & After (1993).
Ha realizzato la colonna sonora del film Mockingbird Don't Sing, diretto da Harry Bromley Davenport e uscito nel 2001.
Ha pubblicato due album da solista: Nada Sonata (2002) e The Backroom (2014).